# Lugovi (Šamac)
Pour les articles homonymes, voir Lugovi.
Lugovi (en serbe cyrillique : Лугови) est un village de Bosnie-Herzégovine. Il est situé dans la municipalité de Šamac et dans la république serbe de Bosnie. Selon les premiers résultats du recensement bosnien de 2013, il compte 445 habitants.